# Bockelnhagen
Bockelnhagen là một đô thị thuộc huyện Eichsfeld. Đô thị này có diện tích 18,65 km2, dân số thời điểm 31/12 năm 2009 là 466 người. Bockelnhagen gồm có hai đơn vị dân cư là Bockelnhagen và Weilrode.